# Aleje 3
Aleje 3 – regionalne czasopismo społeczno-kulturalne wydawane w Częstochowie w latach 1995–2011.
Pierwszy numer ukazał się w grudniu 1995 jako Częstochowski Dwumiesięcznik Kulturalny nr 1, grudzień 1995 / styczeń 1996. Wydawcą był Ośrodek Promocji Kultury „Gaude Mater”, redaktorem naczelnym Tadeusz Gierymski. Używany od numeru 2 (luty / marzec 1996) tytuł Aleje 3 został wyłoniony w drodze konkursu. Od numeru 16 z 1998 wydawcą czasopisma była Biblioteka Publiczna im. dr. Władysława Biegańskiego w Częstochowie. Z kolei od numeru 36 z 2001 podtytuł zmienił nazwę na dwumiesięcznik kulturalny Częstochowy (później kwartalnik kulturalny Częstochowy). Po Tadeuszu Gierymskim funkcję redaktora naczelnego pełnili: Krystian Piwowarski, Marian P. Rawinis. Wydawanie czasopisma zakończono na podwójnym numerze 87/88, datowanym: wrzesień / grudzień 2011.